# سیارک ۱۱۲۵۷
سیارک ۱۱۲۵۷ (به انگلیسی: 11257 Rodionta، نامگذاری:1978TP2) یازده هزار و دویست و پنجاه و هفتمین سیارک کشف شده‌است که در ۳ اکتبر ۱۹۷۸ کشف شد.
قدر مطلق سیارک برابر ۱۷.۰ است.